# Matías Quagliotti
Matías Quagliotti Ponce de León (Trinidad, 17 de agosto de 1985) es un futbolista uruguayo. Juega de defensa y actualmente milita en el Porongos de la Liga Departamental de Fútbol de Flores en donde es jugador.

## Clubes
| Club                          | País      | Año         |
| ----------------------------- | --------- | ----------- |
| Montevideo Wanderers          | Uruguay   | 2006 - 2011 |
| Racing de Montevideo          | Uruguay   | 2011 - 2012 |
| Deportivo Táchira Futbol Club | Venezuela | 2012 - 2013 |
| Montevideo Wanderers          | Uruguay   | 2014 - 2015 |